# Ray Wilson (voetballer)

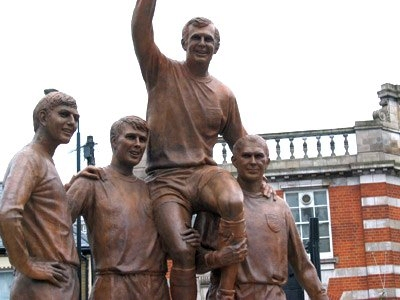
Ray Wilson (rechts) neemt Bobby Moore op de schouders, beeld van Philip Jackson

Ramon "Ray" Wilson (Shirebrook, 17 december 1934 - Huddersfield, 15 mei 2018) was een Engels voetballer.
Zijn ouders noemden hem naar de acteur Ramón Novarro. Hij werd ontdekt toen hij als amateur uitkwam voor Huddersfield Town FC. Manager Bill Shankly liet hem in oktober 1955, als linksachter, debuteren in het eerste elftal. In april 1960 kwam hij voor het eerst in actie voor het Engels voetbalelftal. Wilson zou uiteindelijk 63 interlands spelen. Hij maakte in 1962 deel uit van de Engelse ploeg die op het WK in Chili in de kwartfinale werd uitgeschakeld door Brazilië.
In 1964 vertrok hij naar Everton FC. Met die club won hij twee jaar later de FA Cup. Zijn grootste succes haalde hij ook in 1966, toen hij deel uitmaakte van het winnende elftal op het WK. De halve finale tegen Portugal was zijn 50e interland, en hij was de oudste Engelse speler in de (met 4-2 gewonnen) finale tegen West-Duitsland.
Een knieblessure maakte in 1968 een eind aan Wilsons interlandcarrière. Hij kwam nog een seizoen uit voor Oldham Athletic AFC en speelde nog twee wedstrijden voor Bradford City AFC. Bij die club was hij in 1971 ook twee maanden trainer.
Wilson trok zich volledig terug uit de voetballerij en werd uitvaartondernemer in Huddersfield. Hij ging met pensioen in 1997. In 2000 werden hij,  Alan Ball jr., George Cohen, Roger Hunt en Nobby Stiles (de enigen van de winnende ploeg van 1966 die nog geen ridderorde hadden gekregen) onderscheiden in de Orde van het Britse Rijk.
In 2004 werd bij Ray Wilson de ziekte van Alzheimer geconstateerd. Hij overleed op 83-jarige leeftijd.
1 Banks ·
2 Cohen ·
3 Wilson ·
4 Stiles ·
5 J. Charlton ·
6 Moore  ·
7 Ball ·
8 Greaves ·
9 B. Charlton ·
10 Hurst ·
11 Connelly ·
12 Springett ·
13 Bonetti ·
14 Armfield ·
15 Byrne ·
16 Peters ·
17 Flowers ·
18 Hunter ·
19 Paine ·
20 Callaghan ·
21 Hunt ·
22 Eastham ·
Coach: Ramsey